# Контактная структура
Контактная структура — структура на гладком многообразии нечётной размерности {\displaystyle M^{2n+1}}, состоящая из гладкого поля касательных гиперплоскостей, удовлетворяющих формулируемому ниже условию невырожденности.
Такая структура всегда существует на многообразии контактных элементов многообразия.
Контактная структура тесно связана с симплектической и является её аналогом для нечётномерных многообразий.

## Определение
Контактная структура на многообразии определяется заданием такой 1-формы {\displaystyle \lambda }, что
{\displaystyle \lambda \wedge (d\lambda )^{n}\neq 0}
{\displaystyle \lambda } называется контактной формой.
Контактная структура существует только на ориентируемом многообразии и определяет единственное векторное поле {\displaystyle Y} на {\displaystyle M^{2n+1}} такое, что
{\displaystyle \lambda (Y)=1}
{\displaystyle d\lambda (Y,X)=0}
для любого векторного поля {\displaystyle X}.

## Свойства
- Размерность контактного многообразия всегда нечётна.
- На любом подмногообразии уровня гамильтониана, заданного на фазовом пространстве, возникает естественная контактная структура.

- С каждым симплектическим 2n-мерным многообразием каноническим образом связано (2n+1)-мерное контактное многообразие, называемое его контактизацией.
  - Обратно, для любого (2n+1)-мерного контактного многообразия существует его симплектизация, являющаяся (2n+2)-мерным многообразием.

## Вариации и обобщения
Почти контактная структура
Пусть {\displaystyle M^{2n+1}} — нечётномерное гладкое многообразие {\displaystyle \dim M=2n+1}.
Почти контактной структурой на многообразии {\displaystyle M} называется тройка {\displaystyle (\eta ,\xi ,\Phi )} тензорных полей на этом многообразии, где {\displaystyle \eta } — дифференциальная 1-форма, называемая контактной формой структуры, {\displaystyle \xi } — векторное поле, называемое характеристическим, {\displaystyle \Phi } — эндоморфизм {\displaystyle TM}, называемый структурным эндоморфизмом. При этом
1. {\displaystyle \eta (\xi )=1}
2. {\displaystyle \eta \circ \Phi =0}
3. {\displaystyle \Phi (\xi )=0}
4. {\displaystyle \Phi ^{2}=-id+\eta \otimes \xi }

Если, кроме того, на {\displaystyle M} фиксирована риманова структура {\displaystyle g=\langle \cdot ,\cdot \rangle }, такая что
{\displaystyle \langle \Phi X,\Phi Y\rangle =\langle X,Y\rangle -\eta (X)\eta (Y)}
четвёрка {\displaystyle (\eta ,\xi ,\Phi ,g)} называется почти контактной метрической (или короче АС-) структурой. Многообразие, на котором задана (почти) контактная [метрическая] структура, называется, соответственно, (почти) контактным [метрическим] многообразием.